# Altiplano

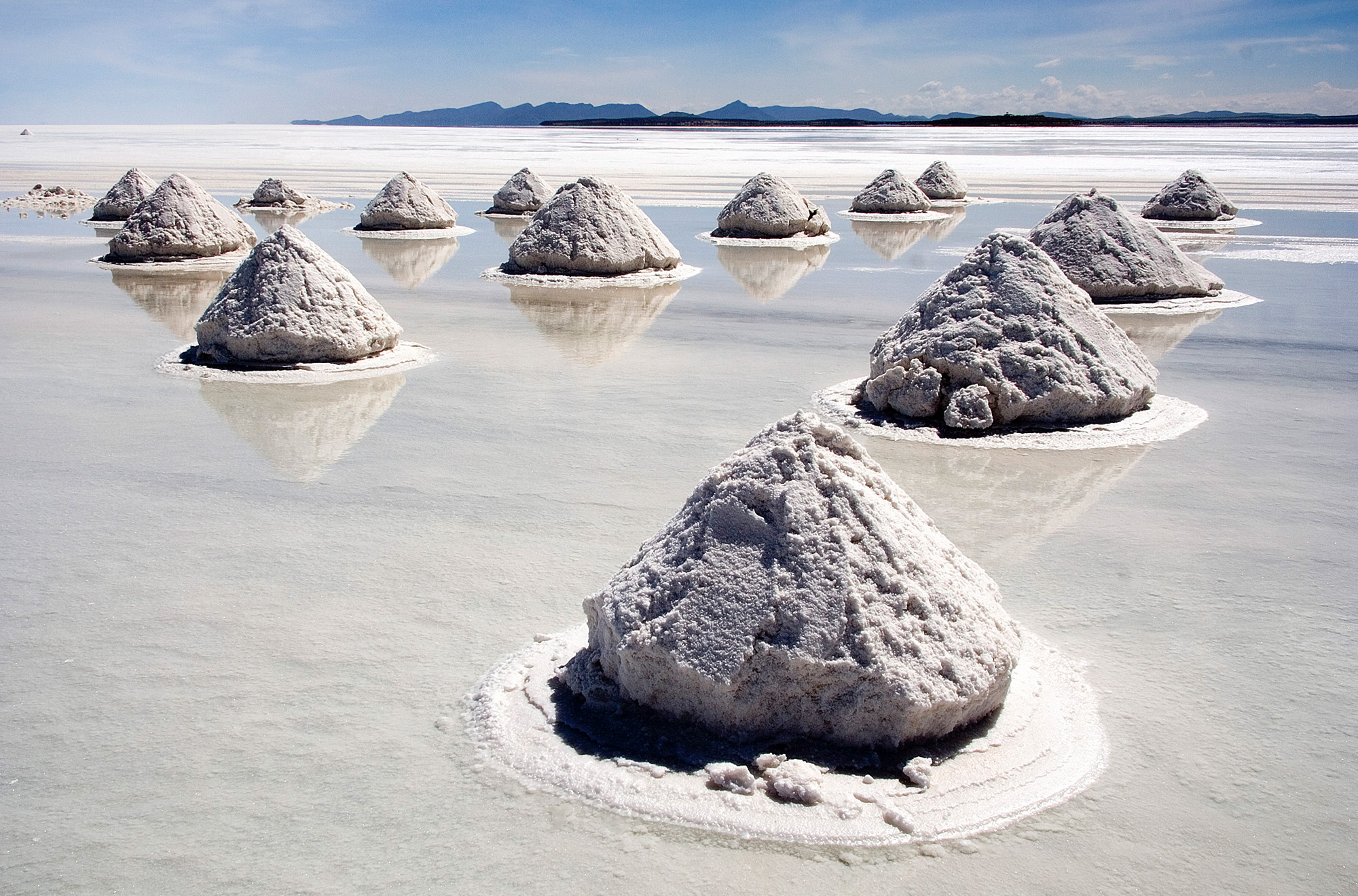
Grămezi de sare extrasă prin evaporare, Altiplano

Altiplano, conform cuvântului din spaniolă desemnând câmpie înaltă, dar Qullaw în quechua, una din limbile predominante ale nativilor Americii de Sud, este un platou alpin înalt din munții Anzii Cordilieri, cel mai mare platou alpin de pe Terra după platoul Tibetului.

## Caracteristici

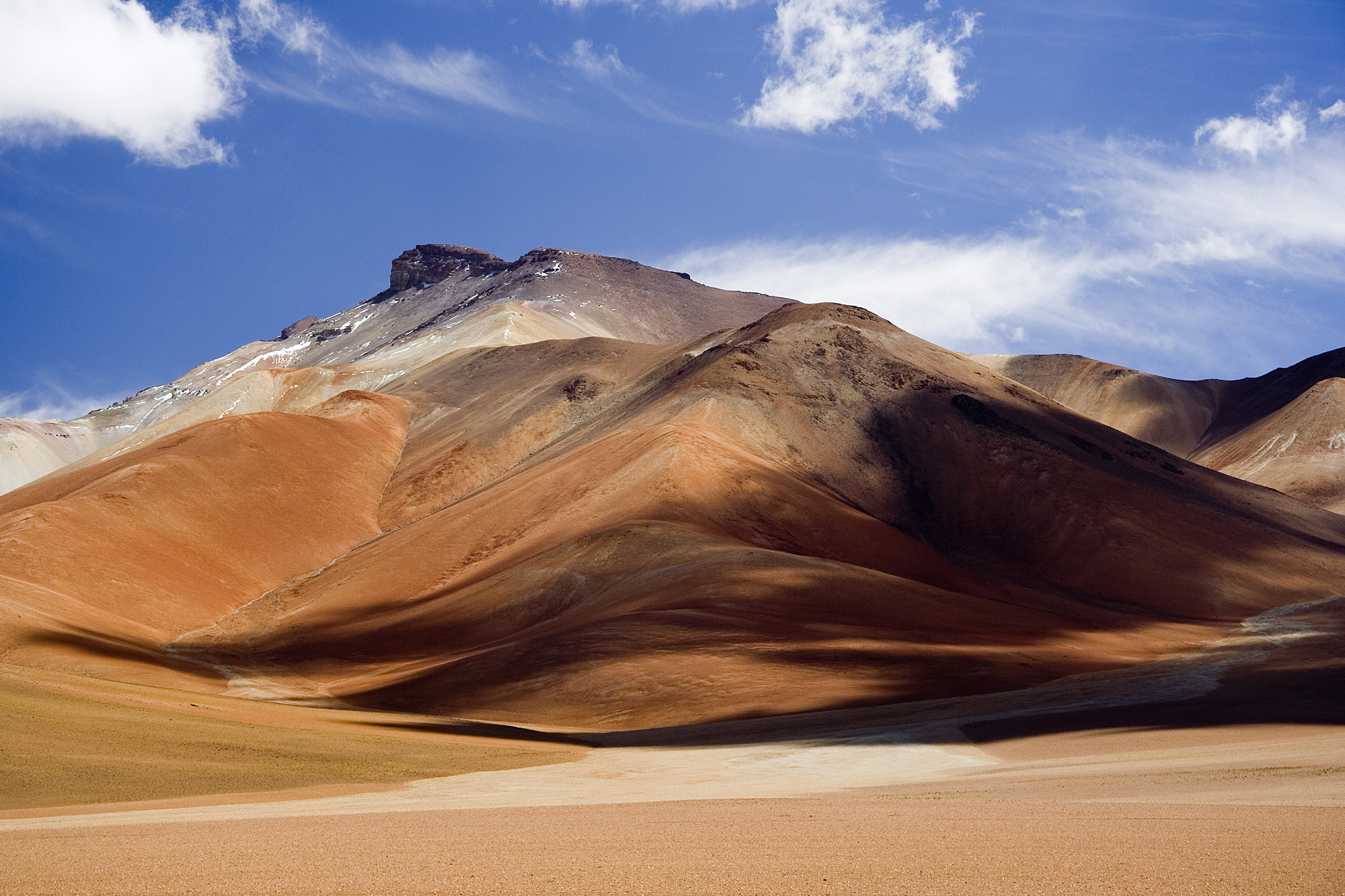
Culorile predominante ale platoului Altiplano, la o altitudine de circa 4.340 de m.

Altiplano este un platou alpin înalt și simultan o zonă foarte largă de colectare hidrografică, având mai multe zone endoreice, precum zona lacului Titicaca. Acoperă o porțiune însemnată din centrul munților Anzii Cordilieri, întinzându-se în părți semnificative ale țărilor andine Argentina, Chile, Bolivia, Peru și Ecuador. Altitudinea sa medie este peste 3.300 de metri, în urma altitudinii medii a Platoului Tibet. Spre deosebire de Tibet, a cărui geomorfologie este masiv predominant de fenomene de încrețire a scoarței Pământului, Altiplano este dominat spre vest, mai ales, de vulcani masivi, concentrați în zona cunoscută ca Zona Central Vulcanică. Deșertul Atacama, cea mai aridă zonă a planetei, se găsește la sud-vest de Altiplano în contrast cu una dintre cele mai umede zone ale planetei pădurea ecuatorială Amazon, care se găsește la estul platoului.

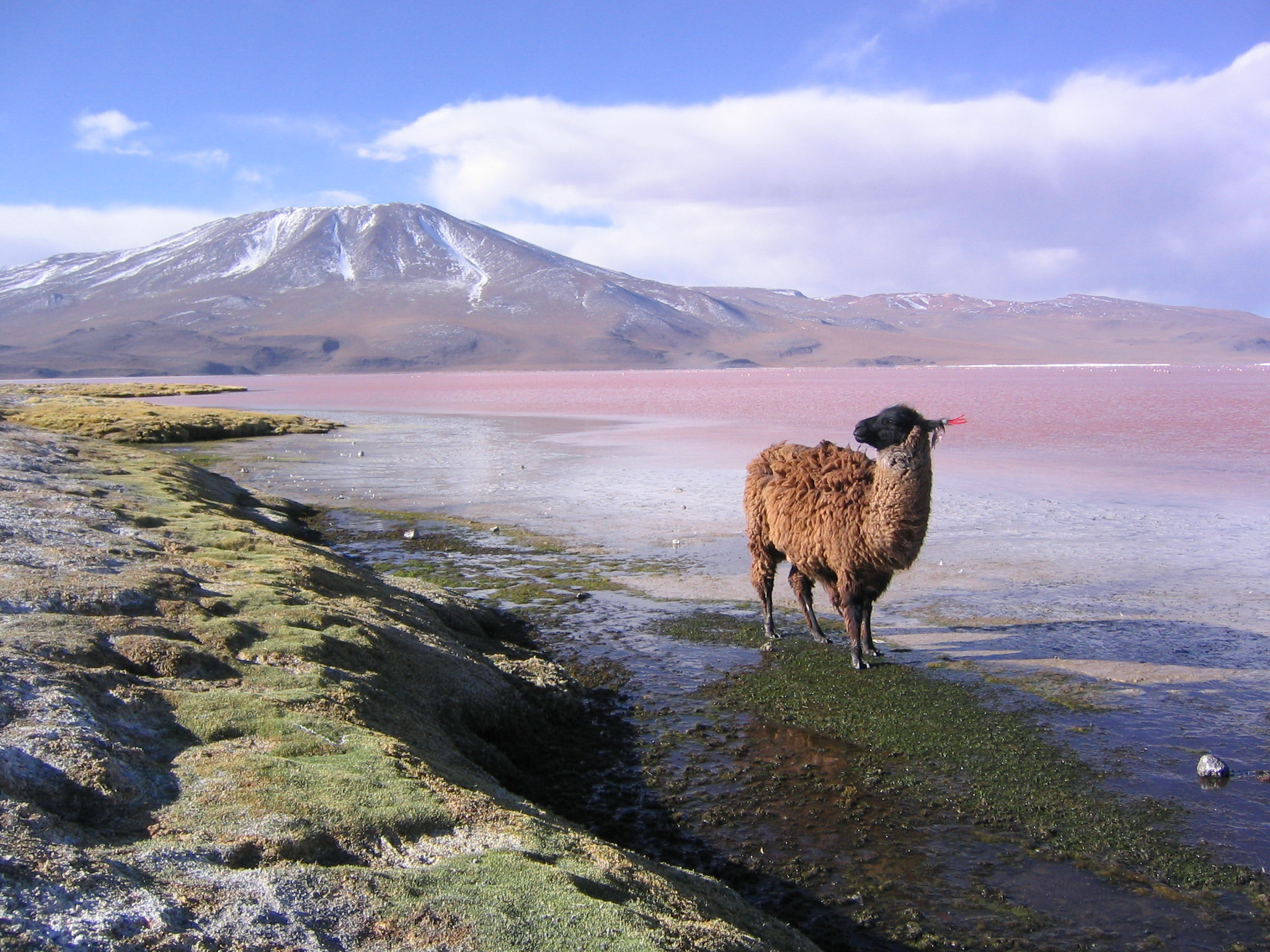
Imagine "tipică" a platoului Altiplano – Guanaco este un animal indispensabil în Anzi.

La sfârșitul perioadei pleistocenului, întreaga suprafață a platoului Altiplano a fost acoperită de un lac de dimensiuni foarte mari, numit Ballivián, ale cărui "rămășite" de astăzi sunt lacurile Titicaca, un lac de apă dulce aflat între Peru și Bolivia, și Poopó, un lac sărat care se găsește la sud de Oruro, Bolivia. Salar de Uyuni, cunoscut local sub numele de "Salar de Tunupa", precum și Salar de Coipasa sunt două foste funduri de lacuri acoperite de sare, rezultate prin uscarea și deșertificarea unor paleo-lacuri din Altiplano, formate în urma restrângerii treptate a paleo-lacului Ballivián.
Termenul Altiplano este uneori utilizat pentru identificarea acestei zonei de altitudine insăși, respectiv pentru tipul de climat care este predominant pe întregul platou, mai rece decât ceea ce este cunoscut ca tierra fria, dar nu atât de rece precum tierra helada, întrucât termenul tierra helada se referă la altitudini de peste 4.500 de metri. Nume alternative folosite în loc de altiplano, în acest context, includ puna și páramos.

## Climat

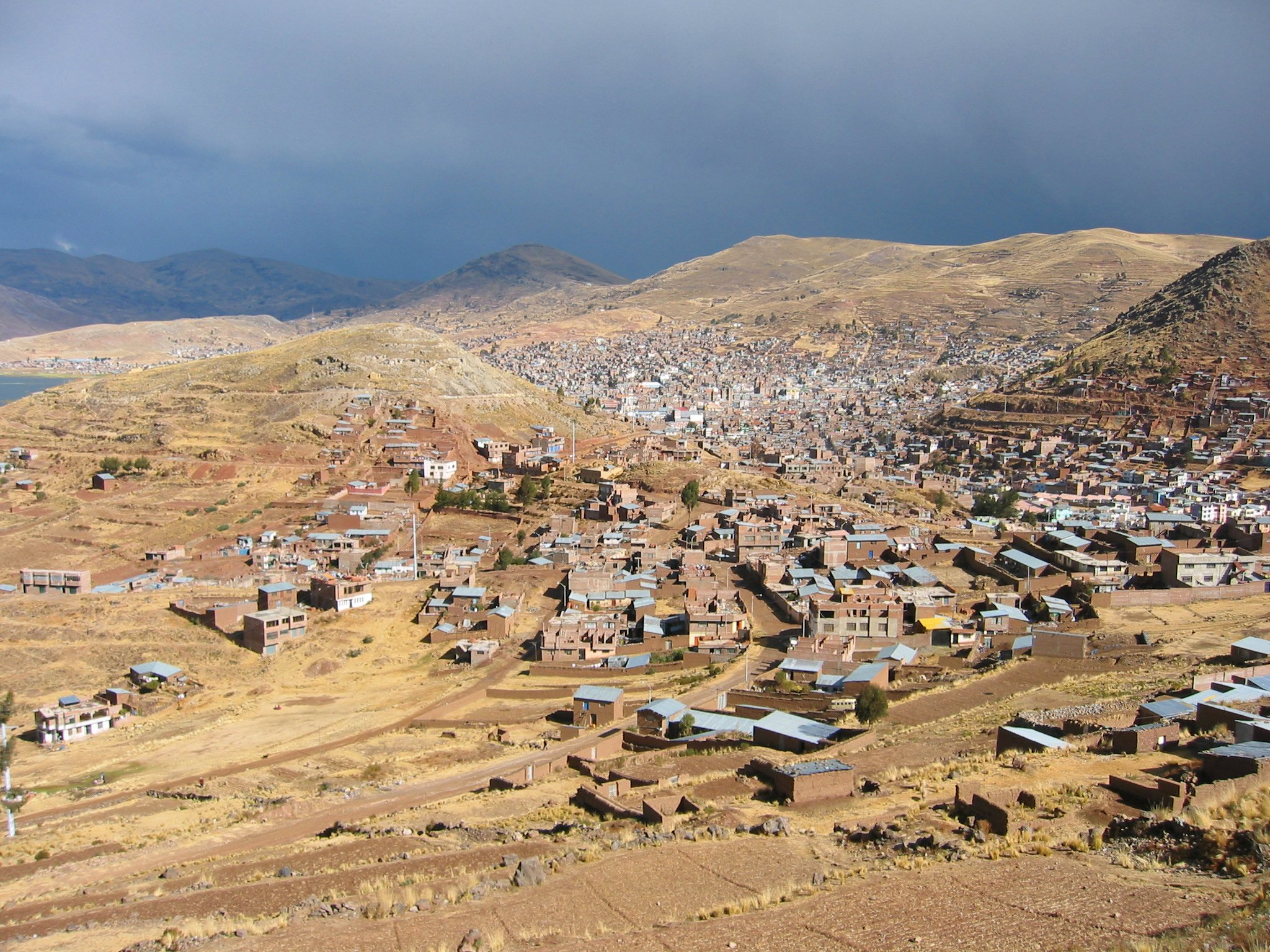
Puno, Peru, este unul din cele mai mari orașe din Altiplano, dar La Paz, capitala Boliviei, este cel mai mare.

În general, climatul este rece și arid, caracteristica sa medie fiind situarea între ceea ce în limba spaniolă se numesc tierra fria și tierra helada. Temperaturile medii anuale variază între 3 °C, în apropierea lanțurilor montane vestice, și 12 °C, în împrejurimile Lacului Titicaca. Media anuală a precipitațiilor variază între sub 200 mm în sud-vestul platoului și 800 mm în zona Lacului Titicaca.
Ciclul zilnic al temperaturilor este, în schimb, ca în toate zonele aride și deșertice, foarte larg. Astfel, temperaturile maxime zilnice pot atinge valori între 12 și 24 °C, în timp ce minimile se pot găsi în intervalul - 20 la - 10 °C. Cele mai scăzute temperaturi sunt atinse în porțiunile sud-vestice ale Altiplano în lunile de iunie și iulie, care corespund iernii australe. Ciclul anual de ploi, ating maxime între lunile decembrie și martie, corespunzătoare verii australe. Restul anului are aceleași tendințe, climatul este foarte uscat, rece, vântos și senin. Căderile de zăpadă, care nu sunt prea comune, se întâmplă între aprilie și septembrie, dar nu ating un număr mai mare de cinci-șase evenimente anual.

## Geologie
Formarea platoului Altiplano a fost și continuă să fie un subiect foarte interesant printre geografi, geologi și geomorfologi. Mai multe posibile mecanisme de formare au fost sugerate ca fiind responsabile pentru formarea sa, încercând să explice de ce topografia Anzilor Cordilieri încorporează această formă de relief plat și relativ jos comparativ cu altitudinea mult mai ridicată a Anzilor. Iată câteva posibile modalități de formare, explicate prin mecanismul orogenezei
1. Existența unei slăbiciuni în crusta Terrei înainte de scurtarea tectonică. Acest tip de zonă mai instabilă poate crea deformarea tectonică și ridicările din lanțurile estice și vestice ale cordillera, lăsând spațiul necesar pentru formarea bazinului Altiplano.
2. Procesele magmatice din astenosferă ar fi putu contribui la ridicarea platoului.
3. Climatul ar fi contribuit la distribuția spațială a eroziunii și la depunerile sedimentare, controlând alunecarea de-a lungul plăcii tectonice Nazca și, ca atare, la transmiterea forțelor tectonice în întreaga Americă de Sud.
4. Climatul ar fi determinat, de aemenea, formarea acestor bazine endoreice, respectiv a depunerilor sedimentare în interiorul Anzilor, putând determina blocarea deformării tectonice în zona dintre cele două cordilleras, de vest și de est.

## Comunități
- Achacachi
- Uros
- Quechua
- Aymara